# Pavlina R. Tcherneva

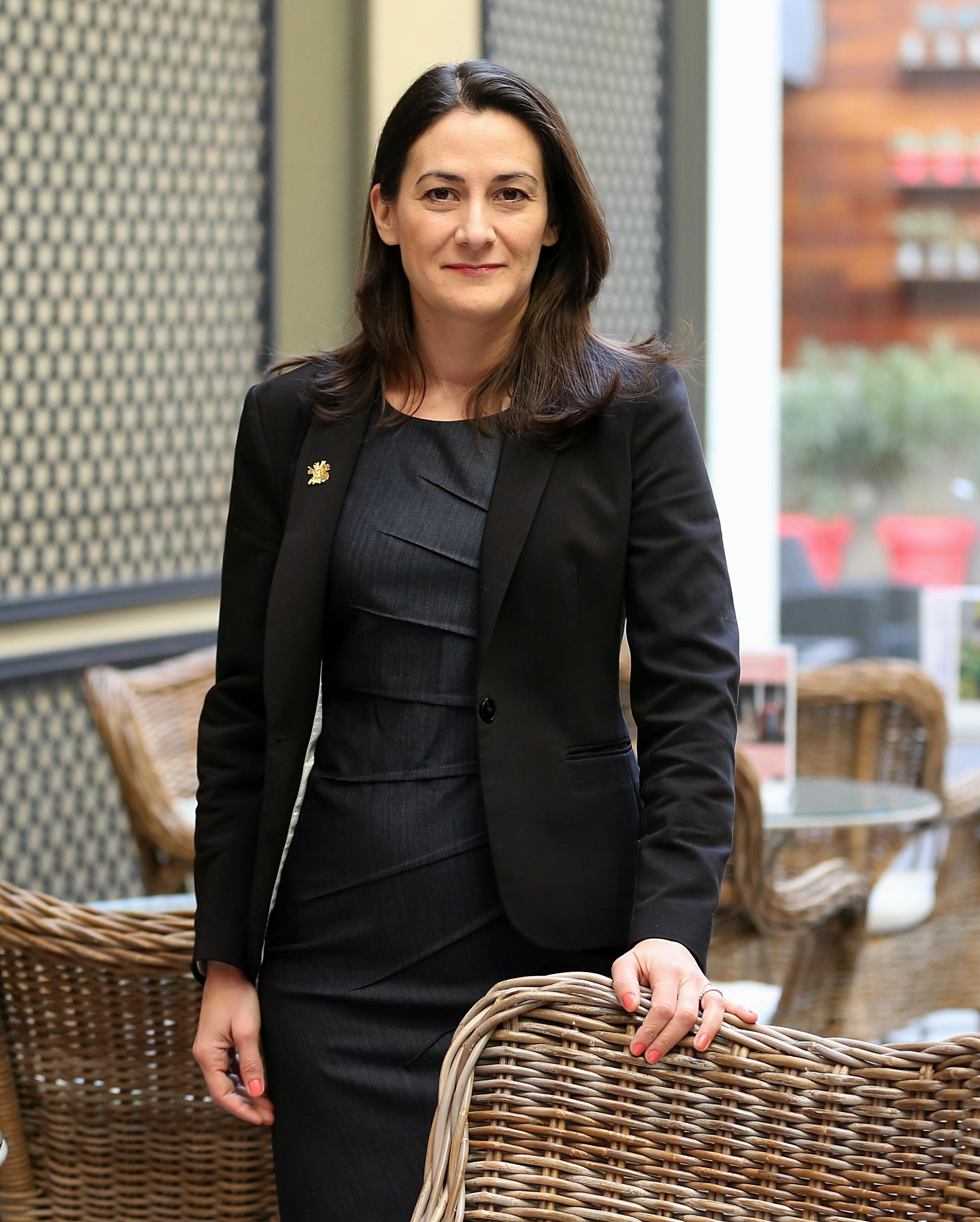
Pavlina R. Tcherneva, 2017

Pavlina R. Tcherneva (* 1974 in Bulgarien) ist eine US-amerikanische Wirtschaftswissenschaftlerin.

## Werdegang
Tcherneva wurde in Bulgarien geboren. Tcherneva studierte Wirtschaftswissenschaften und Mathematik am Gettysburg Kolleg in Pennsylvania mit Abschluss B.A. in beiden Fächern 1997. Den Masterabschluss erreichte sie an der Universität von Missouri, Kansas City im Jahre 2004. Bis zum Jahre 2008 promovierte sie in Ökonomie und Sozialwissenschaften.
Tcherneva unterrichtete am Franklin and Marshall College und an der Universität von Kansas City. Beginnend 2000 bis 2006 war sie stellvertretende Direktorin für Wirtschaftsanalysen am „Zentrum für Vollbeschäftigung und Preisstabilität“, wo sie auch weiterhin als leitende wissenschaftliche Mitarbeiterin tätig ist. Im Sommer 2004 war sie Gastwissenschaftlerin an der Universität Cambridge in Großbritannien und seit Juli 2007 wissenschaftliche Mitarbeiterin am Levy Economics Institut. Tchernevas Arbeit befasst sich mit der Makroökonomie im speziellen Fiskalpolitik mit Schwerpunktthema Vollbeschäftigung. Sie vertritt die Modern Monetary Theory (MMT) eine Strömungsrichtung des Postkeynesianismus und der Forderung der Arbeitsplatzgarantie. Bei der Vorwahl der Demokraten zur Präsidentschaftswahl 2016, war sie im ökonomischen Beraterteam von Bernie Sanders.

## Werke
- Forstater, Mathew & Tcherneva, P. (Herausgeber): Full Employment and Price Stability: The Macroeconomic Vision of William S. Vickrey, Edward Elgar; 2004
- Tcherneva, Pavlina: Chartalism and the tax-driven approach in Philip Arestis & Malcolm C. Sawyer. A handbook of alternative monetary economics. Cheltenham: Edward Elgar; 2006
- Tcherneva, Pavlina: The Nature, Origins, and Role of Money: Broad and Specific Propositions and Their Implications for Policy; Centre of Full Employment and Equity|Center for Full Employment and Price Stability, Universität von Missouri-Kansas City; Juli 2005
- Tcherneva, Pavlina, Fiscal Policy: The Wrench in the New Economic Consensus. In: International Journal of Political Economy; 2010
- Tcherneva, Pavlina R.: The Case for a Job Guarantee, Polity 2020
  - deutsch: Plädoyer für eine Jobgarantie, Lola Books, Berlin 2021, ISBN 978-3-944203-57-7.